# Under-17 Bundesliga
La U-17 Bundesliga, già B-Junioren Bundesliga, è il maggior campionato tedesco di calcio riservato ai calciatori minorenni.
Il campionato si basa su tre gironi da 14 squadre, con la retrocessione nei campionati giovanili regionali delle ultime classificate.
Le vincitrici e la seconda del Sud giocano le finali in cui è in palio il titolo.

## Albo d'oro
- 2007-2008  Hoffenheim (1)
- 2008-2009  Stoccarda (1)
- 2009-2010  Eintracht Francoforte (1)
- 2010-2011  Colonia (1)
- 2011-2012  Hertha Berlino (1)
- 2012-2013  Stoccarda (2)
- 2013-2014  Borussia Dortmund (1)
- 2014-2015  Borussia Dortmund (2)
- 2015-2016  Bayer Leverkusen (1)
- 2016-2017  Bayern Monaco (1)
- 2017-2018  Borussia Dortmund (3)
- 2018-2019  Colonia (2)
- 2019-2020 Non assegnato[1]

## Vittorie per squadra
| Squadra               | Titoli | Anni                            |
| --------------------- | ------ | ------------------------------- |
| Borussia Dortmund     | 3      | 2013-2014; 2014-2015; 2017-2018 |
| Colonia               | 2      | 2010-2011; 2018-2019            |
| Stoccarda             | 2      | 2008-2009; 2012-2013            |
| Bayern Monaco         | 1      | 2016-2017                       |
| Bayer Leverkusen      | 1      | 2015-2016                       |
| Eintracht Francoforte | 1      | 2009-2010                       |
| Hertha Berlino        | 1      | 2011-2012                       |
| Hoffenheim            | 1      | 2007-2008                       |